# Vlasová matrix
Vlasová (resp. chlupová) matrix je část vlasu, která je uložena ve spodní části vlasové cibulky. Epiteliální buňky matrix se rychle dělí a generují základ vlasu. Stejně tak obsahuje melanocyty, jejichž hlavní funkcí je produkce pigmentu melaninu.
Tzv. germinální matrix je oblast reprodukujících se buněk umístěných kolem papily ve spodní části vlasové cibulky. Je zdrojem růstu vlasů a podílí se na přenosu melaninu do vlasů a dodává jim pigmentaci. Během aktivní fáze růstu vlasů buňky v matrix rychle rostou a diferencují se, což způsobuje prodloužení vlasů. Buňky zárodečné matrix procházejí procesem zvaným keratinizace, což je tvorba vrstvy proteinového keratinu, která zabraňuje vypadávání vlasů. Rozsáhlé plešatění tedy je dané hloubkovým poškozením matrixu buněk vlasových folikul.

## Buňky vlasové matrix
Buňky (zárodečné) vlasové matrix jsou relativně nediferencované, mají oválné jádro a málo cytoplazmy. Všechny tyto buňky jsou mitoticky aktivní, umožňují vlasům "stát na konci“ nebo se vztyčit, mimo jiné slouží i k ukotvení vlasu samotného. Zjednodušeně řečeno jsou zodpovědné za regeneraci vlasu, jelikož obsahují proliferující buňky, které generují vlasy a vnitřní obal kořenu vlasu. Rychlost proliferace těchto buněk je pak jednou z vůbec nejvyšších v rámci celého těla.